# John Barrasso
John Anthony Barrasso, född 21 juli 1952 i Casper, Wyoming, är en amerikansk republikansk politiker. Han representerar delstaten Wyoming i USA:s senat sedan 25 juni 2007. 
Barrasso avlade 1974 sin grundexamen vid Georgetown University. Han studerade därefter medicin och avlade 1978 läkarexamen vid Georgetown University Medical School. Han är frånskild och har tre barn.
Han invaldes 2002 i delstatens senat i Wyoming och omvaldes 2006.

## USA:s senat
Guvernör Dave Freudenthal utnämnde Barrasso till USA:s senat efter att Craig Thomas avlidit sommaren 2007. Demokraten Freudenthal fick välja mellan tre republikaner utvalda av centralkommittén i Republikanska partiet i Wyoming.
Enligt GovTrack under 2015-2017 röstnings bedömning, rankades Barrasso som den fjärde mest konservativa medlemmen i senaten.
Barrasso är en frispråkig spekulant om klimatförändringar. Frågad 2014 på C-SPAN-intervjuprogrammet Newsmakers om mänsklig aktivitet bidrar till klimatförändringarna, Barrasso sa, "Klimatet förändras ständigt. Den roll som mänsklig aktivitet spelar är inte känd." Barrasso var en ledande kritiker av klimatförändringspolitiken av administrationen av amerikanska presidenten Barack Obama.
Under 2017 var Barrasso en av 22 senatorer som undertecknade ett brev till president Donald Trump som uppmanade presidenten att få USA att dra sig ur Parisavtalet.